# Diplocyclos
Diplocyclos es un género con cinco especies de plantas con flores perteneciente a la familia Cucurbitaceae.  Comprende 5 especies descritas y  aceptadas.

## Taxonomía
El género fue descrito por (Endl.) T.Post & Kuntze y publicado en Lexicon Generum Phanerogamarum 178. 1903.

## Especies seleccionadas
| - Diplocyclos decipiens - Diplocyclos leiocarpus - Diplocyclos palmatus - Diplocyclos schliebenii - Diplocyclos tenuis |